# Arbejdspsykologi
Arbejdspsykologi er en gren af psykologien, der beskæftiger sig med optimale arbejdsforhold og det at skabe en tilfredsstillende balance mellem administration, behov og produktivitet.

## Samlebåndsprincippet
I starten af det 20. århundrede indførte man samlebåndsprincippet. Hver enkelt medarbejder påtog sig en bestemt opgave gennem en hel arbejdsdag. Man mente, at man fik det største udbytte på denne måde, fordi hver enkelt medarbejder blev utroligt god til at udføre den opgave, han skulle. Men med den moderne psykologi og arbejdspsykologien kom man på bedre tanker. Man havde aldrig tænkt over, hvordan medarbejderen egentlig blev psykisk påvirket af at udføre den samme opgave hele dagen.

## Nye principper
I dag gøres der meget for at forbedre arbejdsforholdene, således at den ansatte har det godt både fysisk og psykisk, men at man stadig som arbejdsgiver har mulighed for at organisere arbejdet for de ansatte. Nogle af de tiltag, man bl.a. har gjort, er at forbedre de fysiske rammer, således at de har en positiv indvirkning på psyken. Eksempelvis:
- Hvidt lys
- Regelmæssig udluftning
- Jævn temperatur
- Ergonomiske redskaber
- Lavt støjniveau

Disse fysiske forbedringer har en positiv indvirkning på den ansattes psyke, og på den måde bliver han/hun automatisk mere motiveret til den givende opgave. Andre tiltag kunne fx være implementering af selvledelse.

## Roller
Det har vist sig, at den rolle man spiller på arbejdet, som regel også bliver den rolle, man spiller hjemme. En leder har typisk tendens til også at bestemme derhjemme, og en undertrykt er typisk også undertrykt hjemme. Det er bl.a. en af grundene til, man også har indført mere frie rammer for de ansatte på arbejdspladsen, så alle er med til at bestemme i et vist omfang.

## Fremtidig udvikling
Der er ingen tvivl om, at arbejdspsykologien fortsat vil finde nye metoder og principper, der vil forbedre arbejdspladsen for både den ansatte, arbejdsgiverne og produktionen. Men det hele er et spørgsmål om balance og grænser.